# مطار مالطا الدولي
مطار مالطا الدولي (بالمالطية: Ajruport Internazzjonali ta' Malta) (إياتا: LMML، إيكاو: MLA) هو مطار دولي يقع في لوكا جنوب جزيرة مالطا. شُيِّد المطار سنة 1958 وقد قامت ببناءه الحكومة المالطية بتمويل بريطاني.

## شركات الطيران والوجهات
تقوم شركات الطيران التالية بتشغيل رحلات منتظمة وموسمية وعارضة من وإلى مالطا:
| شركـات طيـران                   | الوجهات |
| ------------------------------- | --- |
| طيران إيجيان                    | مطار أثينا الدولي |
| الخطوط الجوية الفرنسية          | موسمي: مطار باريس شارل ديغول |
| طيران مالطا                     | مطار سخيبول أمستردام، مطار بروكسل الدولي، مطار كاتانيا-فونتاناروسا، مطار فرانكفورت، مطار لشبونة، مطار غاتويك، مطار لندن هيثرو، مطار ليون سانت إكسوبيري، مطار مدريد باراخاس الدولي، مطار ليناتي، مطار ميونخ الدولي، مطار باريس شارل ديغول، مطار باريس أورلي، مطار فاكلاف هافيل الدولي، مطار ليوناردو دا فينشي، مطار بن غوريون الدولي، مطار فيينا الدولي، مطار زيورخ الدولي موسمي: مطار برلين براندنبرغ، مطار دوسلدورف الدولي، مطار نابولي، مطار نيس كوت دازور، مطار باليرمو الدولي |
| طيران صربيا                     | مطار بلغراد نيكولا تسلا |
| طيران البلطيق                   | موسمي: مطار ريغا الدولي |
| الخطوط الجوية البريطانية        | مطار غاتويك |
| إيزي جيت                        | مطار غاتويك، مطار مانشستر موسمي: مطار مالبينسا، مطار نابولي |
| طيران الإمارات                  | مطار دبي الدولي، مطار لارنكا الدولي |
| يورو وينجز                      | موسمي: مطار دوسلدورف الدولي، مطار هامبورغ |
| أيبيريا (شركة طيران)            | موسمي: مطار مدريد باراخاس الدولي |
| يسرائير                         | موسمي: مطار بن غوريون الدولي |
| إيتا (شركة طيران)               | مطار ليوناردو دا فينشي |
| جيت تو دوت كوم                  | مطار مانشستر موسمي: مطار بلفاست الدولي (تبدأ في 28 مارس 2024)، مطار برمينغهام، مطار بريستول، East Midlands، مطار غلاسكو الدولي، Leeds/Bradford، مطار لندن ستانستد، مطار نيوكاسل |
| خطوط لوت الجوية البولندية       | موسمي: مطار وارسو فريدريك شوبان |
| لوفتهانزا                       | مطار فرانكفورت، مطار ميونخ الدولي |
| لوكس إير                        | مطار لوكسمبورغ |
| آير شاتل النرويجية              | موسمي: مطار كوبنهاغن، Oslo |
| رايان إير                       | مطار أثينا الدولي، مطار برشلونة الدولي، مطار باري كارل فويتيالا ‏، مطار أوريو أل سيريو، مطار برمينغهام، مطار بولونيا، مطار بوردو ميرينياك، Bournemouth، مطار براتيسلافا الدولي، مطار هنري كواندا الدولي، مطار بودابست فرانز ليست الدولي، Cagliari، مطار كاتانيا-فونتاناروسا، مطار بروكسل شارلروا الجنوب، مطار كولونيا بون الدولي، مطار دبلن الدولي، مطار إدنبرة، مطار غدانسك ليخ فاونسا، مطار كراكوف، مطار لشبونة، مطار ليفربول، مطار لندن لوتن، مطار لندن ستانستد، Lourdes، مطار لوكسمبورغ، مطار مدريد باراخاس الدولي، مطار مانشستر، مطار مارسيليا، مطار ميمينجين، مطار مالبينسا، مطار نانت، مطار نابولي، مطار نيش قسطنطين الأكبر، Perugia، مطار بيزا الدولي، مطار بورتو الدولي، Poznan، مطار ريغا الدولي، مطار روما شيامبينو، Shannon، مطار صوفيا، مطار ستوكهولم أرلاندا، مطار بن غوريون الدولي، Thessaloniki، مطار تولوز بلانياك، مطار تراباني-بيرغي، مطار تريفيزو، Trieste، مطار تورينو، مطار فيينا الدولي، مطار فيلنيوس، مطار وارسو مودلين، مطار فروتسواف، مطار زغرب موسمي: مطار بوفيه - تيه، مطار خانية الدولي ‏، East Midlands، مطار آيندهوفن، مطار كارلسروه/بادن-بادن، Lamezia Terme، Paphos، Parma، مطار أبروتسو الدولي، مطار إشبيلية، مطار بلنسية |
| الخطوط الجوية الدولية السويسرية | موسمي: مطار زيورخ الدولي |
| ترانسافيا                       | موسمي: مطار نانت، مطار باريس أورلي |
| الخطوط التونسية السريعة         | مطار تونس قرطاج الدولي |
| الخطوط الجوية التركية           | مطار إسطنبول الدولي |
| خطوط فيولينغ الجوية             | مطار برشلونة الدولي، مطار باريس أورلي موسمي: مطار بلباو |
| ويز للطيران                     | مطار بلغراد نيكولا تسلا، مطار هنري كواندا الدولي، مطار بودابست فرانز ليست الدولي، مطار كلوج نابوكا الدولي، مطار كاتوفيتشي، مطار سكوبية الدولي، مطار تيرانا الدولي (تبدأ في 25 مارس 2024)، مطار وارسو فريدريك شوبان موسمي: مطار كاتانيا-فونتاناروسا (تبدأ في 1 يوليو 2023) |

## الإحصائيات
| الرتبة | الدولة          | عدد الركاب | % التغير (من 2021) |
| ------ | --------------- | ---------- | ------------------ |
| 1      | إيطاليا         | 1,321,371  | ▲ 169.65           |
| 2      | المملكة المتحدة | 1,059,286  | ▲ 120.24           |
| 3      | فرنسا           | 567,855    | ▲ 137.05           |
| 4      | ألمانيا         | 557,736    | ▲ 80.51            |
| 5      | بولندا          | 278,595    | ▲ 115.74           |
| 6      | إسبانيا         | 215,000    | ▲ 125.20           |
| 7      | تركيا           | 149,466    | ▲ 87.25            |
| 8      | بلجيكا          | 149,415    | ▲ 79.24            |
| 9      | سويسرا          | 139,733    | ▲ 107.08           |
| 10     | النمسا          | 133,400    | ▲ 95.50            |